# Sẻ đỏ
Sẻ đỏ (danh pháp hai phần: Neochmia phaeton) là một loài chim thuộc họ Estrildidae. Sẻ đỏ phân bố ở Australia, Tây Papua, Indonesia và Papua New Guinea.